# Gymnomyza
Genre
Gymnomyza est un genre d'oiseaux de la famille des Meliphagidae.

## Liste des espèces
Selon la classification de référence du Congrès ornithologique international (version 6.4, 2016) :
- Gymnomyza aubryana (Verreaux, J & Des Murs, 1860) - Méliphage toulou
- Gymnomyza brunneirostris (Mayr, 1932)
- Gymnomyza samoensis (Hombron & Jacquinot, 1841) - Méliphage mao
- Gymnomyza viridis (Layard, EL, 1875) - Méliphage vert